# Hrušovany (Eslováquia)
Hrušovany é um município da Eslováquia, situado no distrito de Topoľčany, na região de Nitra. Tem 5,54 km² de área e sua população em 2018 foi estimada em 1.121 habitantes.

## Demografia
| Ano:        | 1994 | 2004   | 2014   | 2024   |
| ----------- | ---- | ------ | ------ | ------ |
| Broj ljudi: | 1133 | 1134   | 1101   | 1056   |
| Razlika:    |      | +0,08% | -2,91% | -4,08% |

| Ano:               | 2023 | 2024   |
| ------------------ | ---- | ------ |
| Número de pessoas: | 1067 | 1056   |
| Diferença:         |      | -1,03% |